# Subvention des activités sociales et culturelles du comité d'entreprise
 (août 2013).
Les subventions obligatoires des activités sociales et culturelles sont affectées au comité d'entreprise.

## Lois
Il est fréquent qu'une convention collective ou un usage fixe une contribution minimale obligatoire en pourcentage des salaires.
Il n'existe pas de pourcentage minimal obligatoire comme c'est le cas pour le budget de fonctionnement. Un accord ou une disposition conventionnelle peut toutefois fixer un montant minimal (En France, 40 % des 305 conventions collectives nationales contiennent un budget minimum que l'employeur doit verser au C.E).
À défaut, le budget du C.E ne peut être inférieur au total le plus élevé des sommes affectées aux activités sociales de l'entreprise au cours des trois dernières années qui ont précédé la prise en charge de ces activités par le comité. Par ailleurs, le pourcentage de cette contribution par rapport à la masse salariale ne peut être inférieur au pourcentage existant entre la dépense de l'année de référence et la masse salariale brute de cette même année (C. trav., L. 432-9 et R. 432-11).

### Comptabilité
Le budget des activités sociales et culturelles doit être séparé du budget de fonctionnement. L'employeur doit donc remettre séparément les deux budgets. Par ailleurs, l'employeur ne peut pas réduire l'un des deux budgets sous prétexte que, d'une manière globale, la subvention totale versée est plus élevée que les minima définis par la loi.

## Exceptions
L'employeur ne doit doter le comité d'entreprise d'un budget pour les activités sociales et culturelles que si l'entreprise affectait des crédits à des dépenses sociales avant l'existence du CE (C. trav., art. L. 432-9). Si l'employeur n'a auparavant engagé aucune dépense en ce domaine, il n'est pas tenu à une contribution au budget des activités sociales et culturelles du comité d'entreprise (sauf disposition conventionnelle contraire).
Ainsi, en principe, cette obligation ne concerne pas :
- les entreprises qui ne finançaient pas de telles activités avant la création du C.E ou avant que le comité déjà créé ne les prenne en charge ;

- les entreprises nouvelles.

Toutefois, un employeur peut verser une subvention à un C.E sans ressource en tenant compte pour les budgets suivants.